# Markus Wild
Markus Wild (* 6. April 1971 in Flawil) ist ein Schweizer Philosoph und Professor für theoretische Philosophie an der Universität Basel. Seine Schwerpunkte liegen theoretisch in der Philosophie des Geistes, der philosophischen Anthropologie und der Tierphilosophie, historisch in der Philosophie der frühen Neuzeit.

## Leben
Wild studierte ab 1993 Philosophie und Germanistik an der Universität Basel, wo er ab 2000 auch Assistent war und 2004 über die anthropologische Differenz in der Geistesphilosophie der frühen Neuzeit promovierte. Von 2004 bis 2012 war er Wissenschaftlicher Assistent  am Lehrstuhl für Theoretische Philosophie der Humboldt-Universität zu Berlin. Von 2012 bis 2013 lehrte und forschte er als Förderprofessor des Schweizerischen Nationalfonds an der Universität Freiburg (Schweiz). 
Seine aktuellen Arbeiten betreffen die Biosemantik von Ruth Millikan, pragmatistische Begriffstheorien (Wilfrid Sellars, Robert Brandom) und die Philosophie der Verkörperung (embodied cognition). Wild arbeitet an methodologischen Fragen, z. B. über die Rolle der Intuition in der Philosophie.
Markus Wild war von 2012 bis 2019 Mitglied der EKAH (Eidgenössische Kommission für die Gentechnik im ausserhumanen Bereich). Er hat zuhanden der Kommission ein Gutachten über Kognition und das Bewusstsein bei Fischen verfasst.

## Tierphilosophie
Zu Wilds Forschungsschwerpunkten zählt die Frage nach dem Geist bei "nichtmenschlichen Tieren", wie sie unter Philosophen genannt werden. 
Er prägte im deutschsprachigen Raum den Begriff der Tierphilosophie, zu der er drei Grundfragen vorschlägt:
1. Denken nichtmenschliche Tiere?
2. Gibt es einen wesentlichen Unterschied zwischen Menschen und anderen Tieren?
3. Wie ist das moralische Verhältnis von Menschen zu anderen Tieren zu gestalten?

Zu diesen Grundfragen formuliert er schliesslich ein „Programm der Tierphilosophie“:
1. Die Tierphilosophie betrachtet den Menschen, so weit es geht, als Tier.
2. Die Tierphilosophie behauptet, dass Tiere einen Geist haben.
3. Die Tierphilosophie behauptet: schon als Tier hat der Mensch Geist.
4. Die Tierphilosophie verfährt naturalistisch.
5. Die Tierphilosophie verfährt assimilationistisch, d. h. sie betont Gemeinsamkeiten zwischen Menschen und anderen Tieren.
6. Die Tierphilosophie verzichtet nicht auf die anthropologische Differenz.

## Publikationen (Auswahl)
Als Autor:
- Die anthropologische Differenz. Der Geist der Tiere in der frühen Neuzeit bei Montaigne, Descartes und Hume. De Gruyter, Berlin 2006, ISBN 3-11-018945-3. (Dissertation, Universität Bern, 2004; online).
- Biosemantik. Repräsentation, Intentionalität. 2010 (Habilitationsschrift, Humboldt-Universität zu Berlin, 2010; online)
- Tierphilosophie zur Einführung. Junius, Hamburg 2008, ISBN 978-3-88506-651-4.
- Fische: Kognition, Bewusstsein und Schmerz. Eine philosophische Perspektive. BBL, Bern 2012, ISBN 978-3-905782-09-7 (PDF-Dokument).
- mit Herwig Grimm: Tierethik zur Einführung. Junius, Hamburg, 2016, ISBN 978-3-88506-748-1.
- Reflexion zu: Johann Sebastian Bach: Mache dich, mein Geist, bereit. Kantate BWV 115. Rudolf Lutz, Chor und Orchester der J. S. Bach-Stiftung, Julia Doyle (Sopran), Elvira Bill (Alt), Julius Pfeifer (Tenor), Sebastian Noack (Bass). Samt Einführungsworkshop. Gallus Media, 2017.[4]

Als Herausgeber:
- mit Dominik Perler: Der Geist der Tiere. Philosophische Texte zu einer aktuellen Diskussion. Suhrkamp, Frankfurt am Main 2005, ISBN 3-518-29341-9.
- mit Joerg Fingerhut und Rebekka Hufendiek: Philosophie der Verkörperung. Grundlagentexte zu einer aktuellen Debatte. Suhrkamp, Berlin 2013, ISBN 978-3-518-29660-8.